# Osterhofen
Osterhofen là một thị xã tại huyện Deggendorf, bang Bayern nước Đức. Đô thị Osterhofen có diện tích 111,19 km², dân số thời điểm ngày 31 tháng 12 năm 2006 là 11.894 người. Đô thị này tọa lạc bên hữu ngạn sông Danube, 16 km về phía nam Deggendorf.